# Alex Ross (ilustrador)
Nelson Alexander Ross (Portland, Oregón, 22 de enero de 1970), conocido simplemente como Alex Ross, es un ilustrador y  dibujante de historietas estadounidense aclamado por el hiperrealismo de su trabajo. Desde los años noventa colaboró para la industria del cómic en dos de las más importantes casas editoriales, Marvel Comics y DC Comics.

## Biografía
Su creatividad fue heredada de su madre, Lynette C. Ross, quien fue diseñadora de modas profesional y una artista comercial muy conocida por hacer diseños en libros. De ella fue de quien tomó el gusto y el interés por la pintura.

### Años 1987 y 1990
En 1987, se mudó a la ciudad de Chicago en Illinois para realizar sus estudios profesionales en la American Academy of Art, y de ahí regreso a la agencia de publicidad Leo Burnett (sucursal Chicago) como dibujante de Guiones gráficos para spots publicitarios. Después de tres años, por consejo de un colega en la misma agencia, pudo contactar con la editorial NOW Comics, para la cual realizó una miniserie: Terminator: The Burning Earth en 1990 (en español Terminator: La tierra ardiente), escrita por Ron Fortier, basado en el concepto fílmico creado por James Cameron. Esta miniserie de cinco entregas fue totalmente pintada por Ross, quien creó todas las ilustraciones y el material artístico, desde los lápices hasta las pinturas y portadas de la serie.
Tiempo más tarde ingreso a Marvel Comics para realizar una historia corta en la serie de antologías de ciencia ficción Open Space (traducido al español como Espacio abierto). Desafortunadamente, el cómic fue cancelado antes de que la historia de Ross apareciera publicada; sin embargo, logró una buena relación con el entonces editor del cómic, Kurt Busiek. Juntos crearon un anteproyecto de retrospectiva que, finalmente, fue la miniserie Marvels. Mientras dicho proyecto se pulía, Ross realizó trabajos para Eclipce Comics (Miracleman: Apocrypha) y la línea de Clive Barker, editada en Marvel Comics (Hellraiser N.º 17).

### Año 1993
Realizó su primer trabajo de superhéroes, para portadas de la novela de Superman: Superman: Doomsday & Beyond.

### Año 1994
Salió al público la miniserie de Marvels del Universo Marvel, la cual llamó la atención de los fanes, por el arte realista de Ross y el buen guion de Kurt Busiek. Al poco tiempo, Ross fue requerido para hacer pósteres y portadas de cómics, donde los personajes dibujados llegaban a parecer fotografías. Y es que a todo mundo le había encantado la posibilidad de ver, por lo menos, una aproximación de cómo se verían los personajes de los cómics reales. Alex Ross pronto se volvió el portadista más cotizado del medio, y sus trabajos fueron requeridos por prácticamente todas las compañías editoriales.

### Año 1996
Con el prestigio obtenido, no tuvo problemas para llevar a DC Comics, uno de sus proyectos personales: Kingdom Come. Esta nueva miniserie, muy prestigiosa para su carrera, la realizó con ayuda de Mark Waid; sin embargo, se dieron diferencias entre ambos, por definir quién había creado exactamente el concepto de la serie. Estas fricciones llevaron a Ross a un distanciamiento temporal de DC Comics, por lo que retornó a Marvel Comics para realizar un nuevo proyecto denominado Earth X (que traducido significa Tierra X).

### Años 1997 al 2003
Un nuevo proyecto denominado Earth X (Tierra X), una miniserie de trece números, la cual no realizó gráficamente, sino en calidad de guionista y diseñador de personajes. Esta serie, lanzada en 1999, obtuvo tan buen recibimiento, que ameritó una secuela inmediata también de trece números, llamada Universe X (Universo X) y Paradise X (Paraíso X). 
Además, en asociación con Paul Dini (uno de los responsables de las series animadas de Batman y Superman), entre 1998 hasta 2003 realizó el proyecto de lanzar una edición de prestigio anual, basadas en los principales personajes de DC Comics. Estos trabajos fueron: Superman: Peace on Earth (Paz en la Tierra), Batman: War On Crime (Guerra Contra el Crimen), Shazam!: Power Of Hope (El Poder de la Esperanza), Wonder Woman: Spirit Of Truth (El Espíritu de la verdad), JLA: Secret Origins (Orígenes Secretos), y JLA: Liberty and Justice (Libertad y Justicia).

## Actualidad
Con tantos trabajos para los principales personajes del universo del cómic y compañías del mismo medio, cuenta con su agenda llena.
- Cabe señalar que el empresario Todd McFarlane tomó muy en cuenta la espectacularidad de su arte, contratando a Ross para una ocasión especial, la llegada de la historieta Spawn N.º 100.